# Fisk (Einheit)
Der Fisk war ein Längenmaß und eine Masseneinheit auf Island.

## Längenmaß
- 1 Fisk = ½ Alen/Elle
  - 1 Alen = 252,964 Pariser Linien = 0,57064 Meter[1]

## Masseneinheit
Fisk war auch eine Masseneinheit.
- 1 Skippund = 20/14 Tunna smjors = 5 Liespund = 8 Firding = 40 Fisk = 160 Mark = 320 Pund  
  - 1 Pund = 0,500 Kilogramm
- 1 Fisk = 8 Pund = 4 Kilogramm